# رئیس‌جمهور (مجموعه تلویزیونی)
رئیس‌جمهور (انگلیسی: The President؛‏ کره‌ای: 프레지던트) مجموعه تلویزیونی محصول کره جنوبی در سال ۲۰۱۰ است که در آن چوی سو جونگ و ها هی را، که در زندگی واقعی زوج هستند، در نقش رئیس‌جمهور و بانوی اول کره ایفای نقش کردند. این اولین همکاری بازیگری آن‌هاست. این مجموعه از ۱۵ دسامبر ۲۰۱۰ تا ۲۴ فوریه ۲۰۱۱، روزهای چهارشنبه و پنجشنبه ساعت ۲۱:۰۵ از کی‌بی‌اس۲ پخش شد.

## بازیگران

### اصلی
- چوی سو جونگ در نقش جانگ ایل جون
- ها هی را در نقش جو سو هی
- جی کیم در نقش یو مین کی
- وانگ جی هه در نقش جانگ این یونگ
- لی سونگ مین در نقش جانگ سونگ مین[۳]